# Freie Standpunktwahl
Bei der freien Standpunktwahl, die auch oft als freie Stationierung bezeichnet wird, nach DIN 18 709 aber so nicht bezeichnet sein sollte, werden auf dem Instrumentenstandpunkt mit einem elektronischen Tachymeter Richtungen und Strecken zu mindestens zwei Anschlusspunkten mit bekannten Koordinaten gemessen. Der Standpunkt kann der örtlichen Situation entsprechend weitgehend frei gewählt werden, so dass von ihm aus sowohl die Anschlusspunkte als auch die Objektpunkte (Neupunkte) sichtbar sind.
Die Berechnung der Koordinaten des Standpunktes erfolgt aus den gemessenen Polarkoordinaten (Richtungen und Strecken) zu den Anschlusspunkten. Sie wird in der Regel mit einem Programm im Feldrechner oder im Tachymeter bestimmt durch Bestimmung der Translation des Instrumentstandpunktes, der Rotation des Teilkreises bezüglich des Koordinatensystems der Anschlusspunkte sowie eines Maßstabs (eindeutige Lösung). Liegen die Transformationsparameter vor, so können mit ihnen aus den Polarkoordinaten der Neupunkte die Koordinaten im Koordinatensystem der Anschlusspunkte bestimmt werden.
Liegen Messelemente (Richtungen und horizontale Distanzen) zu mehr als zwei Anschlusspunkten vor, so kann hierfür eine überbestimmte Helmert-Transformation verwendet werden. Wegen der Überbestimmung der Transformationsparameter (Translation, Rotation und Maßstab) treten in der Regel Abweichungen (Restklaffungen v) zwischen den im Koordinatensystem aus den Messelementen berechneten Koordinaten und den im System der Anschlusspunkte (Lagefestpunktfeld) gegebenen Koordinaten der Anschlusspunkte auf. Die Summe der Quadrate dieser Restklaffungen wird durch den Berechnungsansatz nach Friedrich Robert Helmert minimiert (Gaußsche Minimumsbedingung: Summe vv → Min.). Anhand der Größe der Restklaffungen und ihrer Verteilung kann die Qualität der freien Standpunktwahl beurteilt werden.
Alternativ kann die Berechnung der Stationierungsparameter und der Neupunkte auch durch eine Netzausgleichung erfolgen.